# Alejandro de la Sota

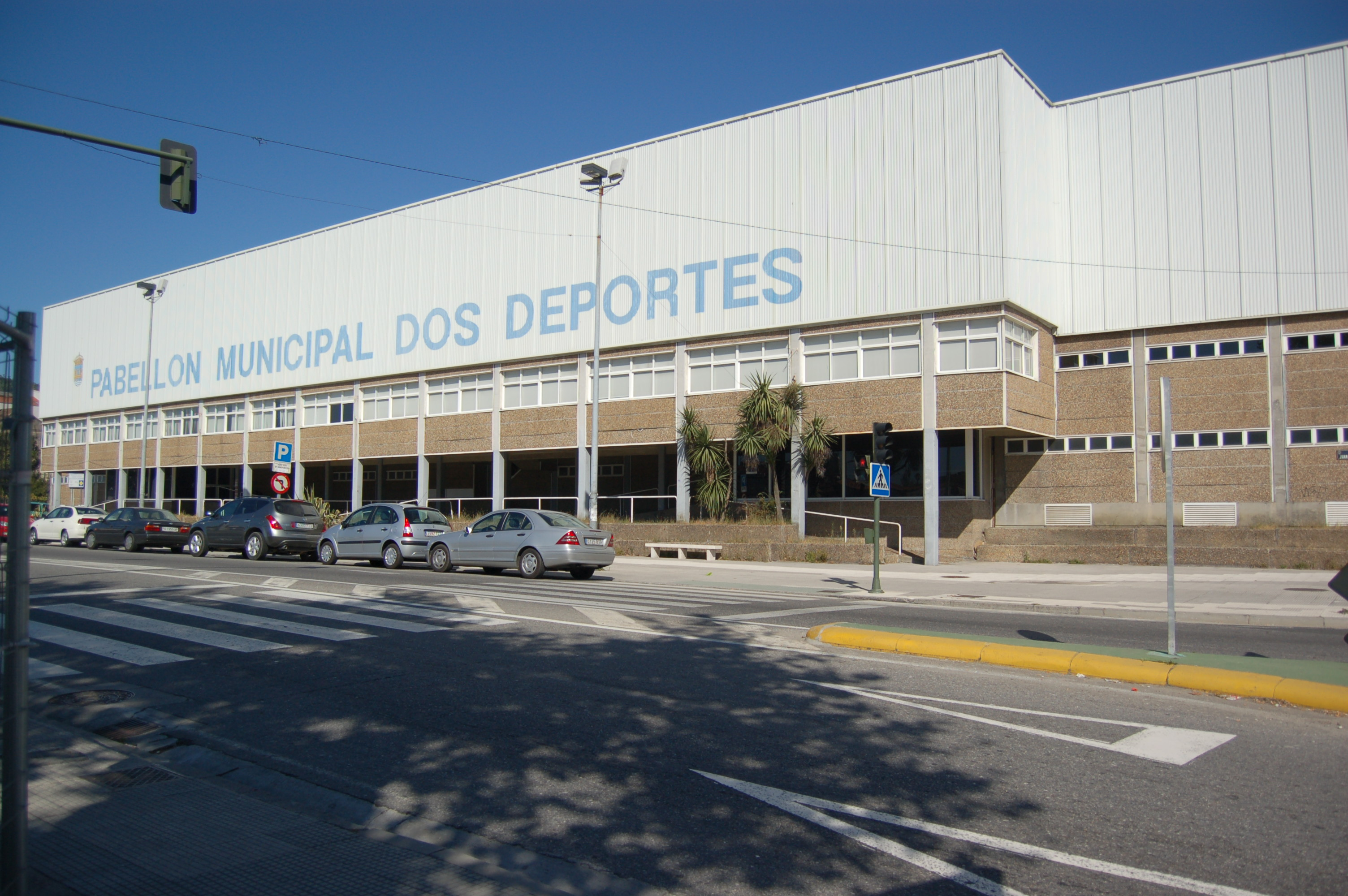
Pavillon municipal des sports de Pontevedra.

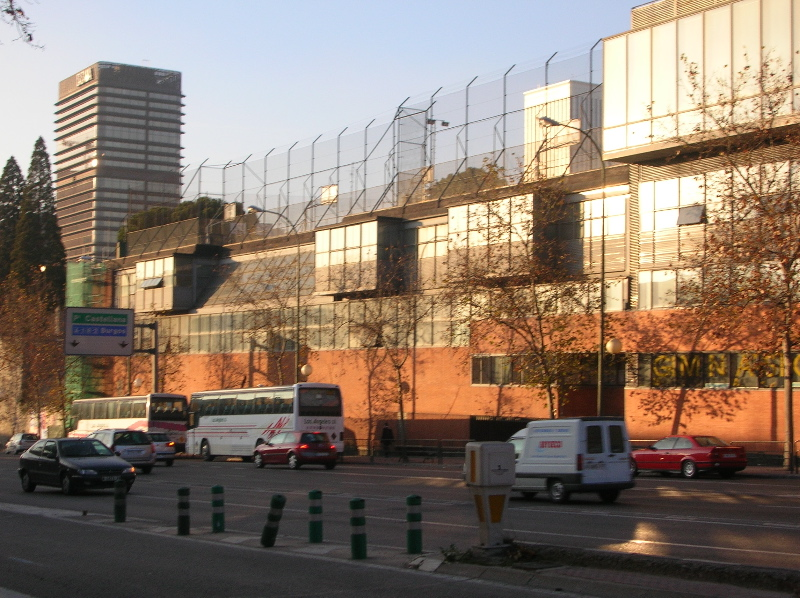
Extérieur de l'école de Maravillas.

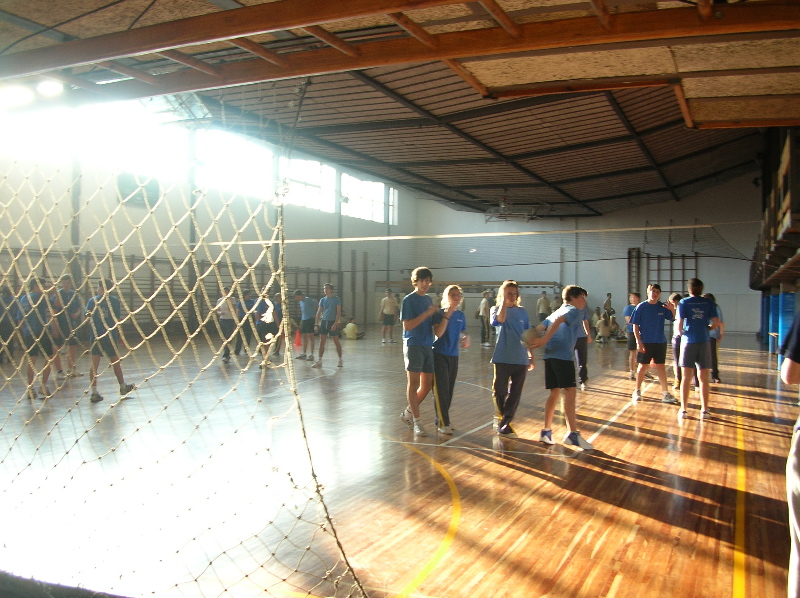
Gymnase de l'école de Maravillas.

Alejandro de la Sota Martínez, né à Pontevedra le 20 octobre 1913 et décédé le 14 février 1996, était un architecte espagnol. 

## Biographie
Il était le fils du politicien cantabrique Daniel de la Sota et de María Teresa Martínez Correa. Il a grandi dans un entourage de classe moyenne supérieure, ce qui lui a permis de développer très tôt ses compétences artistiques.  
Après avoir terminé ses études secondaires à Pontevedra, il a commencé ses études à l'Université de Saint-Jacques-de-Compostelle, où il a étudié les mathématiques pendant deux ans. Il a ensuite déménagé à Madrid pour étudier à l'École Technique supérieure d'architecture de Madrid, où il a obtenu son diplôme en 1941 et où il a été nommé docteur en architecture en 1965.  
Pendant près de deux décennies, de 1956 à 1972, il a été enseignant dans cette même école. À l'époque, il était l'architecte officiel de nombreuses sociétés d'État, dont Aviaco, la Direction générale de Correos, Iberia et l'Institut national de colonisation. 

## Travail
De la Sota a développé une grande partie de sa carrière à Madrid, la ville où il est décédé, mais a toujours maintenu des liens familiaux solides avec sa Pontevedra natale.  
Son travail est l'exposant d'un rationalisme équilibré, qui combine une créativité architecturale intense avec une simplicité constructive. Il fut l'un des grands promoteurs de l'industrialisme dans la construction des années 1960, introduisant des éléments industriels dans ses réalisations et dans sa professionnalisation.  
Ses bâtiments combinent généralement, de façon surprenante, une grande rigueur géométrique, de lignes claires et droites et l'audace des structures. 
De la Sota a reçu le prix national d'architecture à trois reprises; la Médaille d'or du mérite des beaux-arts et la Médaille d'or du Conseil des architectes. En 1990, il a reçu la médaille Castelao . 

## Réalisations représentatives
- Maison de Ramon de Dios, Pontevedra (1945)
- École Foreman (1948), Bastiagueiro (Oleiros), actuellement incluse dans le complexe INEF.
- Bâtiment Cruz Gallastegui - Laboratoires de la Mission Biologique de Galice (1949), Salcedo, Pontevedra
- Maison de l'avenue Doctor Maple, au numéro 20, à Madrid, (1953-1964) (démolie)
- Gouvernement civil (Tarragone) (1956-1963)
- Ateliers aéronautiques TABSA (Madrid) (1957-1958)
- Gymnase de l'école Maravillas (Madrid) (1961)
- Immeubles (Salamanque) (1963)
- Pavillon municipal des Sports de Pontevedra (1966)
- Colegio Mayor Caesar Carlos (Madrid) (1967)
- Résidence d'été pour enfants (Miraflores de la Sierra, Madrid) (1957-1959)
- Central Dairy CLESA, Madrid (1963)
- Maisons dans la rue du Prieur, Salamanque (1962-1963)
- Édifice de Correos, déclaré bien d'intérêt culturel, (Úbeda, Jaén) (1964)
- Maison Varela, colline Villalba (1964-1968) [1]
- Bâtiment industriel CENIM (Madrid) (1965-1967)
- École résidentielle de la Caisse d'épargne provinciale (Ourense) (1966-1967)
- Logement Guzmán (Algete), (1972). Démoli en 2017[2].
- Salles de classe et séminaires de l'Université (Séville  (1972) (Prix national d'architecture)
- Centre de calcul de la Caisse Postale (Madrid) (1973-1976)
- Banco Pastor, à Pontevedra (1974)
- École des Frères Maristes, La Corogne (1974)
- Villa Dominguez[3], La Caeira (Poio) (1976)
- Bureau de Correos et des télécommunications (León) (1980-1983)
- Caisse postale de l'épargne (Madrid) (1986-1989)
- Bibliothèque universitaire (Saint-Jacques de Compostelle) (1990)
- Palais de justice (Saragosse) (1991-1993)
- Refonte de la conception et rénovation du bâtiment du cabildo insulaire (Las Palmas de Gran Canaria) (1994)